# Еліа Греко
Еліа Греко (італ. Elia Greco, нар. 16 січня 1936, Канталупо) — італійський футболіст, що грав на позиції захисника. По завершенні ігрової кар'єри — тренер.
Виступав, зокрема, за клуб «Наполі», у складі якого ставав володарем Кубка Італії.

## Ігрова кар'єра
Вихованець футбольної школи клубу «Леньяно». Дорослу футбольну кар'єру розпочав 1953 року в основній команді того ж клубу, в якій провів один сезон, взявши участь в одному матчі чемпіонату.
Згодом з 1954 по 1955 рік грав у складі команд клубів «Лаціо» та «Леньяно».
Своєю грою за останню команду привернув увагу представників тренерського штабу клубу «Наполі», до складу якого приєднався 1955 року. Відіграв за неаполітанську команду наступні сім сезонів своєї ігрової кар'єри. Більшість часу, проведеного у складі «Наполі», був основним гравцем захисту команди. За цей час виборов титул володаря Кубка Італії.
Завершив професійну ігрову кар'єру у клубі «Трієстина», за команду якого виступав протягом 1963—1964 років.

## Кар'єра тренера
Розпочав тренерську кар'єру невдовзі по завершенні кар'єри гравця, 1966 року, очоливши тренерський штаб клубу «Ночеріна». 1969 року став головним тренером команди «Беневенто», тренував команду з Беневенто один рік.
Згодом протягом 1971—1972 років знову очолював тренерський штаб клубу «Беневенто».
1973 року прийняв пропозицію попрацювати у клубі «Авелліно». Залишив команду з Авелліно 1974 року.
Протягом тренерської кар'єри також очолював команди клубів «Терциньйо», «Л'Аквіла», «Кампобассо», «Андрія», «Галліполі», «Грумезе», «Фазано», «Трапані», «Аріано Ірпіно» та «Нола».
Наразі останнім місцем тренерської роботи був клуб «Фазано», головним тренером команди якого Еліа Греко був з 1989 по 1991 рік.

## Титули і досягнення

### Як гравця
- Володар Кубка Італії:

«Наполі»: 1961–1962

### Як тренера
- Чемпіон Серії D: 1987—1988 («Фазано»)